# Tomtasjön (Ärentuna socken, Uppland)
Tomtasjön är en insjö i Uppland, belägen cirka 3 kilometer öster om Storvreta. Sjön dikades ut på 1860-talet och försvann, men restaurerades och återinvigdes 2025.